# ووسان
ووسان (به لاتین: Wusan) یک منطقهٔ مسکونی در افغانستان است که در ولایت بدخشان واقع شده‌است.